# アウト・ロー 〜ギリ義理ファミリー〜
『アウト・ロー ～ギリ義理ファミリー～』（The Out-Laws）は、タイラー・スピンデルが監督し、エヴァン・ターナーとベン・ザゾベが脚本を手掛けた2023年のアメリカのアクションコメディ映画。2023年7月7日にNetflixで配信された。

## キャスト
| 役名                     | 俳優                                 | 日本語吹替 |
| ------------------------ | ------------------------------------ | ---------- |
| オーウェン・ブラウニング | アダム・ディヴァイン                 | 高木渉     |
| パーカー・ブラウニング   | ニーナ・ドブレフ                     | 坂本真綾   |
| ビリー・マクダーモット   | ピアース・ブロスナン                 | 田中秀幸   |
| リリー・マクダーモット   | エレン・バーキン                     | 高島雅羅   |
| ニール・ブラウニング     | リチャード・カインド                 | 高岡瓶々   |
| マージー・ブラウニング   | ジュリー・ハガティ                   | 片貝薫     |
| リーハン・ザカリアン     | プールナ・ジャガナサン               | 斎藤恵理   |
| ロジャー・オールダム     | マイケル・ルーカー                   | 立川三貴   |
| フィービー               | ローレン・ラプカス                   | 小島幸子   |
| タイリー                 | リル・レル・ハウリー                 | 奈良徹     |
| マリソル                 | レイシー・モーズリー                 | 弘松芹香   |
| ゲイリー                 | ダニエル・アンドリュー・ジャブロンズ | 青山穣     |
| RJ                       | ブレイク・アンダーソン               | 佐藤せつじ |
| ヴィンス                 | ディーン・ウィンタース               | 菊池康弘   |
| ケイ                     | ジャッキー・サンドラー               | 木村香央里 |
| アイダ                   | ベッツィ・ソダロ                     | 八百屋杏   |
| ポーランド系男           |                                      | 宮田哲朗   |

- 日本語吹替版制作スタッフ
演出：本吉伊都子、翻訳：野口尊子、調整：村越直、録音：磯田沙夜、制作進行：鈴木里実、日本語版制作：グロービジョン

## 製作
2021年7月、ピアース・ブロスナンがアダム・ディヴァインと共にタイラー・スピンデル監督の映画に出演することが決定した。2021年10月、エレン・バーキン、ニーナ・ドブレフ、マイケル・ルーカー、プーナ・ジャガナサン、ジュリー・ハガティ、リチャード・カインド、リル・レル・ハウリー、ブレイク・アンダーソンが残りのキャストに加わった。主要撮影は2021年10月から12月にかけてジョージア州アトランタで行われた。